# Constance Reid
Constance Bowman Reid (St. Louis, Missouri, 3 de janeiro de 1918 — São Francisco, Califórnia, 14 de outubro de 2010)
foi autora de diversas biografias de matemáticos e livros populares sobre matemática. Recebeu diversos prêmios por exposição matemática. Não era uma matemática mas provém de uma família de matemáticos: irmã de Julia Robinson e cunhada de Raphael Mitchel Robinson.

## Vida e educação
Reid nasceu em St. Louis, Missouri, filha de Ralph Bowers Bowman e Helen (Hall) Bowman. Sua irmã mais nova foi a matemática Julia Robinson. A família foi morar no Arizona e depois em San Diego quando as duas eram ainda bem jovens.:1,5
Em 1950 casou com um estudante de direito, Neil D. Reid, com quem teve dois filhos, Julia e Stewart.
:xiii
Reid obteve um grau de Bachelor of Arts da San Diego State University em 1938 e um grau de Master of Education da Universidade da Califórnia em Berkeley em 1949. Trabalhou como professora de inglês e jornalista de 1939 a 1950, e como escritora freelancer desde então. Ela disse, "eu sempre quis ser escritora, mas demorou um certo tempo até eu achar o meu assunto." 

## Obras
O primeiro trabalho publicado de Reid foi uma memória de seu trabalho em uma fábrica de bombas da Segunda Guerra Mundial, Slacks and Calluses, publicado em 1944. Também publicou um conto.
Sua primeira publicação matemática foi um artigo sobre números perfeitos na Scientific American. Reid observou em uma entrevista que alguns leitores se opuseram a ela como autora: "Mas os leitores (talvez apenas um leitor, eu não lembro mais) objetaram que artigos na Scientific American devem ser escritos por autoridades em seus campos e não por donas de casa!":272
O artigo na Scientific American levou a um convite de Robert L. Crowell da editora Thomas Y. Crowell Co. para ela escrever "um pequeno livro sobre números" que veio a ser From Zero to Infinity. Dois livros mais populares ainda sobre matemática foram depois publicados pela Crowell: Introduction to Higher Mathematics: For the General Reader em 1959 e A Long Way from Euclid em 1963.
Após escrever estes livros ela sentiu que tinham acabado suas ideias, e sua irmã Julia Robinson sugeriu-lhe atualizar a coleção de biografias de matemáticos de Eric Temple Bell, Men of Mathematics. :1488
Após viajar para Göttingen a fim de absorver um pouco de cultura matemática, Reid decidiu escrever uma longa biografia de David Hilbert, que ela considerava o maior matemático da primeira metade do século XX.:1489 Julia encorajou-a neste projeto, e a biografia foi publicada em 1970 com o título Hilbert. A biografia de Hilbert foi um sucesso entre matemáticos,:1489 e seu livro seguinte foi uma biografia de outra figura de Göttingen, Richard Courant, publicado em 1976 com o título Courant in Göttingen and New York. Seu próximo livro, publicado em 1982, foi uma biografia do estatístico matemático Jerzy Neyman, que como Courant emigrou para os Estados Unidos, onde construiu uma nova carreira.:279
Uma tentativa de escrever uma biografia de Eric Temple Bell tornou-se inesperadamente difícil, pois o mesmo havia sido muito reservado sobre sua vida pregressa. Reid descobriu que Bell, natural da Escócia, quando jovem tinha passado doze anos nos Estados Unidos mas jamais tinha dito isto a sua mulher e seu filho. O livro resultante, The Search for E. T. Bell, publicado em 1993, é mais uma história de detetive que uma biografia verdadeira.:354
Sua irmã Julia gradualmente tornou-se mais famosa, e foi eleita para a Academia Nacional de Ciências dos Estados Unidos em 1976 e presidente da American Mathematical Society em 1983. Diversas pessoas sugeriram a Constance escrever uma biografia de Julia, mas Julia sempre recusou cooperar porque achava que biografias científicas deviam ser sobre ciência, não sobre personalidades.:1491 Em 1985, quando Julia estava morrendo, ela mudou um pouco suas opiniões, o que permitiu a Constance escrever um esboço biográfico seu, que foi publicado após a morte de Julia com o título "The Autobiography of Julia Robinson" (escrito por Constance mas na primeira pessoa, como se fosse escrito por Julia) :1491 O esboço foi publicado com material adicional como um livro, Julia: A Life in Mathematics, em 1996.

## Prêmios
Reid ganhou diversos prêmios por exposição matemática. Estes incluem:
- Mathematical Association of America: Prêmio George Pólya em 1987 [8] por seu artigo "The Autobiography of Julia Robinson"
- Mathematical Association of America: Beckenbach Book Prize em 1996 [9] por seu livro The Search for E. T. Bell : Also Known as John Taine
- Joint Policy Board for Mathematics: 1998 Communications Award[6] pelo conjunto de sua obra em trazer informação matemática precisa para audiências não-matemáticas

## Publicações
- «Perfect Numbers». Scientific American. Março de 1953. ISSN 0036-8733
- Reid, Constance; Robinson, Julia (1986). «The Autobiography of Julia Robinson». Mathematical Association of America. College Mathematics Journal. 17 (1): 2–21. doi:10.2307/2686866
- From zero to infinity. What makes numbers interesting. Fifth edition. Fiftieth anniversary edition. A K Peters, Ltd., Wellesley, MA, 2006. xviii+188 pp. ISBN 1-56881-273-6
- Introduction to Higher Mathematics: For the General Reader. New York: Thomas Y. Crowell. 1959
- A long way from Euclid. Reprint of the 1963 original. Dover Publications, Inc., Mineola, NY, 2004.  ISBN 0-486-43613-6
- Courant in Göttingen and New York. The story of an improbable mathematician. Springer-Verlag, New York–Heidelberg, 1976. ISBN 0-387-90194-9 Reprint of the 1976 original: Copernicus, New York, 1996.  ISBN 0-387-94670-5
- Neyman. Reprint of the 1982 original. Springer-Verlag, New York, 1998. ISBN 0-387-98357-0
- Hilbert. Reprint of the 1970 original. Copernicus, New York, 1996. ISBN 0-387-94674-8
- Julia. A life in mathematics. MAA Spectrum. Mathematical Association of America, Washington, DC, 1996. ISBN 0-88385-520-8
- The Search for E. T. Bell : Also Known as John Taine. Mathematical Association of America, Washington, DC, 1993. ISBN 0-88385-508-9
- Slacks and Calluses: Our Summer in a Bomber Factory (autobiography) Smithsonian Institution Press, Washington, DC, 1999. Reprint of Longmans, Green, New York, 1944 edition. ISBN 1-56098-368-X